# Евклидово отношение
Евклидово отношение — бинарное отношение {\displaystyle R} на множестве {\displaystyle X}, для которого из нахождения элемента {\displaystyle x\in X} в отношении с двумя элементами {\displaystyle y,z\in X} (в том числе могут совпадать с {\displaystyle x}) следует, что эти два элемента {\displaystyle y,z} тоже находятся в отношении {\displaystyle R} друг друга.
Формально, бинарное отношение {\displaystyle R} евклидово, если {\displaystyle \forall x,y,z\in X(xRy\land xRz\Rightarrow yRz)}.
Название отношение получило по аналогии с первой аксиомой из «Начал» Евклида: равные одному и тому же равны и между собой.

## Связь с другими свойствами отношений
- Евклидово отношение не обязательно транзитивно, а транзитивное отношение не обязательно евклидово.
- Рефлексивное симметричное отношение является евклидовым тогда и только тогда, когда оно транзитивно.